# Hétep-Hérès II
Hétep-Hérès II, fille de Khéops et de la reine Mérititès Ire, épouse successivement deux des fils de Khéops : son frère Kaouab Ier, puis son demi-frère le pharaon Djédefrê. Hétep-Hérès II est certainement un des membres de la famille royale de la IVe dynastie ayant bénéficié de la plus exceptionnelle longévité. 
Titres d'Hétep-Hérès II :
- « Fille du Roi de Haute et Basse-Égypte Khoufou » (sAt nswt bity Xwfw)
- « Fille bien-aimée du Roi de son corps » (sAt nswt nt Xt.f mrt.f)
- « Fille du roi » (sAt nswt)
- « Épouse du roi » (Hmt nswt)
- « Épouse du roi, sa bien-aimée » (Hmt nswt mrt.f)
- « Maîtresse d'Horus et Seth » (mAAt Hr-StX)
- « Suivante d'Horus » (xt Hr)
- « Intime d'Horus » (Tist Hr)
- « Compagne d'Horus » (smr[t] Hr)
- « Épouse de celui qui est aimé des Deux Dames » (smAt mry Nbty)
- « Grande favorite » (wrt Hts)
- « Contrôleuse des bouchers de la maison en acacia » (Hrp sSm[tyw] SnDt)
- « Prêtresse de Thot » (Hmt-nTr DHwty)
- « Prêtresse de Bapefy » (Hmt-nTr BA-(p) f)
- « Prêtresse de Tjasep » (Hmt-nTr TA-sp)

## Généalogie
Fille de Khéops, elle naît probablement sous le règne de son grand-père Snéfrou ou au début de celui de son père. Une titulature fragmentaire trouvée dans le tombeau de Mérititès Ire pourrait indiquer que cette dernière fut la mère d'Hétep-Hérès II. 
Durant le règne de Khéops, elle épouse son frère Kaouab Ier, avec qui elle a quatre enfants, une fille appelée Mérésânkh III et trois fils : Douaenhor, Kaemsekhem et Mindjedef.
Après la mort de son premier mari, elle épouse un autre de ses frères, Djédefrê. L'accession au trône de Djédefrê à la mort de leur père Khéops fait d'elle la reine d'Égypte. Elle a peut-être eu un ou des enfants de cette union : Setka, Baka, Hernet, Nykaou-Djédefrê (?), Néferhétepès, Hétep-Hérès III sont décrits comme des enfants de Djédefrê.
Le mariage de sa fille Mérésânkh III avec Khéphren, son frère, fait d'elle la belle-mère du nouveau roi. Elle survit à sa fille, Mérésânkh III. On pourrait voir une marque de son affection pour sa fille dans le fait qu'Hétep-Hérès, qui disposait de son propre mastaba dans le cimetière oriental de Gizeh, le convertit en tombeau pour Mérésânkh III.
Née sous le règne de son grand-père Snéfrou, elle meurt finalement au début du règne de Chepseskaf, fils et successeur de Mykérinos, et aurait, de ce fait, été témoin de sept règnes successifs de la IVe dynastie.

## Sépulture
En raison de sa longévité et de ses nombreux mariages, plusieurs sépultures ont été prévues pour Hétep-Hérès II : tout d'abord à Gizeh dans le tombeau de son premier époux Kaouab (Mastaba 7110-7120) ; la construction de sa chambre funéraire y a été commencée mais jamais terminée. Ayant survécu à son mari et s'étant remariée, Hétep-Hérès choisit un autre tombeau, qu'elle fait également bâtir  à Gizeh (mastaba G7350). Mais à la mort de sa fille Mérésânkh III, elle choisit de lui donner sa propre sépulture.
La dernière tombe d'Hétep-Hérès II n'a pas été retrouvée. La découverte, à Abou Rawash, d'éléments à son nom pourrait indiquer qu'elle y a une sépulture, que son royal époux Djédefrê a probablement prévue à proximité de son complexe pyramidal. Les fouilles du site étant toujours en cours, des découvertes à venir permettront certainement d'éclairer ce point.

## Galerie

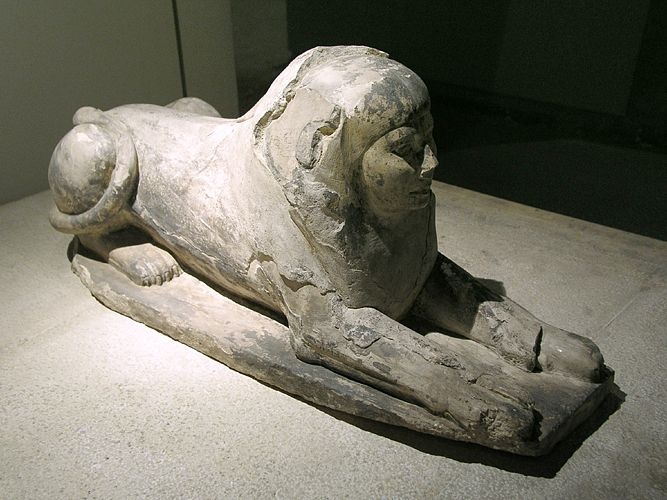
Sphinx au nom de la reine Hétep-Hérès II, trouvé dans le complexe funéraire de Djédefrê à Abou Rawash.
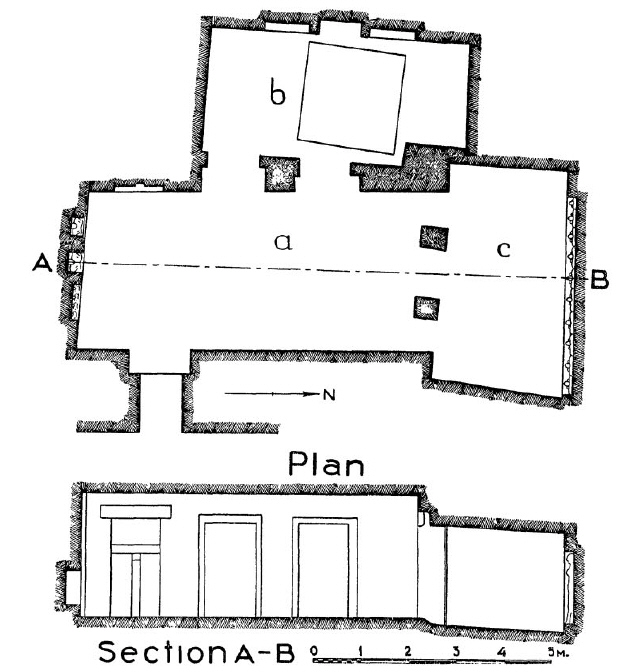
Mastaba initialement prévu pour Hétep-Hérès II à Gizeh et finalement attribué à sa fille Mérésânkh III.